# Silene fuscata
Silene fuscata é uma espécie de planta com flor pertencente à família Caryophyllaceae.
A autoridade científica da espécie é Link ex Brot., tendo sido publicada em Flora Lusitanica 2: 187. 1805.

## Portugal
Trata-se de uma espécie presente no território português, nomeadamente em Portugal Continental.
Em termos de naturalidade é nativa da regição atrás indicada.

## Protecção
Não se encontra protegida por legislação portuguesa ou da Comunidade Europeia.